# دره مرکزی
دره مرکزی (به انگلیسی: Central Valley) دره‌ای بزرگ و مسطح می‌باشد که بخش مرکزی ایالت کالیفرنیا در آمریکا را تحت پوشش دارد. این دره مرکز بیشتر فعالیت‌های تولیدی کشاورزی در کالیفرنیا می‌باشد. طول دره نزدیک ۶۰۰ کیلومتر می‌باشد که از شمال به جنوب کشیده شده‌است. نیمهٔ شمالی آن دره ساکرامنتو و نیمهٔ جنوبی آن درهٔ سن‌واکین نامیده می‌شود. دو نیمه در دلتای رودخانه‌های سن ژاکویین و ساکرامنتو با یکدیگر برخورد می‌کنند.